# G.I. Робот
G.I. Робот (англ. G.I. Robot) — название серии из шести вымышленных роботов, которые появлялись в комиксах издательства DC Comics. Первые четыре G.I. Робота были созданы писателем Робертом Канигером, хотя над каждым из них работали отдельные художники. Каждое воплощение G.I. Робота является андроидом с передовой экспериментальной технологией, предназначенным для выполнения боевых и спасательных миссий. Многочисленные версии G.I. Робота, похоже, развивают в себе свободу воли, а также лояльность и чувство дружбы к солдатам-людям, с которыми они работают бок о бок.
Первый G.I. Робот по прозвищу Джо (англ. Joe) был нарисован Россом Эндрю и он впервые появился в Star Spangled War Stories (том 1) #101 (опубликован в конце 1961 года, дата на обложке — февраль-март 1962 года). Джо появился в трёх рассказах, прежде чем его убрали из комикса. Второй G.I. Робот по имени Мак Второй (англ. Mac the Second) появился в одном из рассказов в Star Spangled War Stories #125 (февраль–март 1966), который сочинил Роберт Канигер и нарисовал Джо Куберт. Третий G.I. Робот Д.Ж.Е.Й.К. 1 (англ. J.A.K.E. 1), придуманный Канигером и нарисованный Пепе Морино Касарасом, дебютировал в Weird War Tales (том 1) #101 (июль 1981). Год спустя за этой моделью последовал Д.Ж.Е.Й.К. 2 (англ. J.A.K.E. 2) в Weird War Tales #113 (июль 1982), авторы которого — Канигер и Фред Каррильо.
Новая модель G.I. Робота, разработанная Лексом Лютором для использования военными США, была представлена в Batman Confidential #4 Энди Дигглом и Уилсом Порташио. Впоследствии Д.Ж.Е.Й.К. #6.1 (англ. J.A.K.E. #6.1) появился в Checkmate (том 2) #24 (май 2008), и его авторами являются Грег Рака и Эрик Траутманн.
G.I. Робот появлялся в работах вне комиксов, и их озвучивали Джеймс Арнольд Тейлор и Шон Ганн в «Бэтмене: Отважный и смелый» и мультсериале Вселенной DC «Монстры-коммандос» соответственно.

## Биографии персонажей

### Джо
Во время Второй мировой войны, Пентагон уполномочивает разработке роботизированных солдат для помощи и защиты войск США. Проектом руководит профессор Зурин. Эти искусственные солдаты получили название «G.I. Роботы», что отсылает к привычке времён Первой мировой войны использовать инициалы «G.I.» для обозначения общего военного снаряжения и, в конечном счёте, военнослужащих Армии и ВВС США (позже инициалы стали интерпретироваться как «Правительственный выпуск» или «Общий выпуск»). Первый прототип G.I. Робота, готовый к полевым боям, получил прозвище «Джо» (отсылка к «G.I. Joe», жаргонному термину времён Второй мировой войны, который использовался для обозначения военнослужащих Армии и ВВС США). Джо — человекоподобный робот, похожий на манекен, с видимой панелью управления, а также глазами и чертами лица, но без рта. Профессор Зурин спроектировал Джо так, чтобы он обладал «практически всеми возможными ответными действиями, которые могут возникнуть в бою». Джо сконструирован так, чтобы реагировать на устные команды, а также на «звуки оружия, боеприпасов и машин».
Для получения своего первого опыта в полевых условиях Джо назначают помощником капрала подразделения рейнджеров по имени Мак. На следующий день Мак и Джо получают задание исследовать остров. Во время прыжков с парашютом сильный ветер заставляет их сбиться с курса и приземлиться на соседнем острове, населенном вымершими существами, — месте, которое позже назовут просто Островом динозавров. Несмотря на то, что Джо неправильно понял некоторые команды Мака, робот оказал Рейнджеру неоценимую помощь, и они смогли покинуть остров.
После того, как профессор Зурин модернизирует робота, чтобы он реагировал и на световые сигналы (например, на попадающий в него луч фонарика), Джо и Мак отправляются ещё в несколько приключений на Острове динозавров или вблизи него. Эти миссии стали известны под общим названием «Война, которую забыло время». Во время одной из миссий Джо и Мак сталкиваются с гигантским «тротиловым роботом», разработанным японскими военными. Во время этой битвы Мак приходит в замешательство, когда гигантский робот и Джо приостанавливают сражение и, кажется, пристально смотрят друг на друга, после чего Джо с большой яростью уничтожает вражеского робота. Позже Мак пытается спросить Джо, становится ли он чем-то большим, чем просто машиной и роботом, но Джо не отвечает.

### Мак
Спустя некоторое время после уничтожения Джо, солдата по имени Рид назначают в «сверхсекретное подразделение рейнджеров», специально подготовленное для выполнения миссий, в которых обычный солдат не смог бы выжить (ранняя версия группы тайных операций, известной как Оперативная группа X или «Отряд самоубийц»). Во время одной из миссий Риду поручают работать бок о бок с новым G.I. Роботом, который похож на Джо, но у него на лице виден нос. Этого андроида называют Мак Второй, и Риду говорят, что это связано с тем, что ранее существовал G.I. Робот по имени Мак, который также работал с солдатом, но в конечном итоге оба они были потеряны и объявлены «пропавшими без вести». Рид называет робота просто «Мак», а не его полным именем.
Рид с подозрением относится к Маку, но начинает полагаться на помощь робота, когда они сталкиваются с опасностью на Острове динозавров. Во время своей миссии они натыкаются на солдата, обезумевшего от того, что он стал свидетелем гибели своих сослуживцев. Полагая, что у Мака есть характер и он, возможно, проявляет искреннюю лояльность, Рид пытается пожать роботу руку. Мак, кажется, отвечает, но затем обезумевший солдат открывает по ним огонь. Мак прикрывает Рида своим телом робота, и мгновение спустя появляется тираннозавр, готовый к атаке. Мак спасает Рида, бросаясь на динозавра с гранатой и взрывая её, уничтожая их обоих.

### Д.Ж.Е.Й.К 1
Спустя некоторое время после уничтожения Мака Второго, профессор Томпсон возглавляет аналитический центр МТИ, который разрабатывает новую версию G.I. Робота со встроенным вооружением, более совершенными технологиями и более роботизированным внешним видом. Команда Томпсона дала этому новому G.I. Роботу имя «Д.Ж.Е.Й.К. #1» (Автоматический убийца из джунглей — экспериментальный номер 1). Для выполнения своей первой миссии Д.Ж.Е.Й.К. 1 отправляется на тихоокеанский остров вместе с морскими пехотинцами для борьбы с японскими военными и попадает под командование сержанта Кокера. Как и солдаты Мак и Рид до него, Кокер скептически относится к способностям робота и подозревает, что доверять ему слишком опасно.
Во время первой миссии Д.Ж.Е.Й.К.а 1 с Кокером панель управления робота была разрушена, что должно было привести его в нерабочее состояние. Несмотря на это, робот по-прежнему защищает Кокера, неся раненого пехотинца обратно в лагерь, несмотря на то, что ему не было дано никаких указаний делать это. Понимая, что G.I. Робот каким-то образом развил в себе способность защищать его, Кокер проникается уважением к Д.Ж.Е.Й.К.у 1, называя его «лучшим». Во время операции на его ранениях Кокер даже настаивает на том, чтобы врачи сначала сосредоточились на восстановлении Д.Ж.Е.Й.К.а 1.
После операции Кокер охотно отправляется на дальнейшие задания с Д.Ж.Е.Й.К.ом 1. Несмотря на то, что Кокер дразнит робота за то, что тот «из гаек и болтов», у которого нет чувств, он также видит доказательства обратного и однажды пожимает руку Д.Ж.Е.Й.К.у 1, говоря G.I. Роботу, что он настоящий пехотинец и его «приятель». Преданность Кокера Д.Ж.Е.Й.К.у 1 становится настолько сильной, что он даже рискует собственной жизнью, чтобы спасти G.I. Робота от вражеской гранаты, что приводит к серьёзному ранению. Когда Кокера забирают на корабль, чтобы оказать медицинскую помощь, Д.Ж.Е.Й.К.у 1 приказывают стереть Кокера из своей памяти и следовать за новым пехотинцем. Вместо того чтобы сделать это, Д.Ж.Е.Й.К. 1 уходит и пытается доплыть до корабля, на котором находится Кокер. Ему не удаётся добраться до него, и вместо этого он натыкается на Монстров-коммандос, американское военное подразделение, состоящее из похожих на монстров оперативников. Д.Ж.Е.Й.К. 1 присоединяется к Монстрам-коммандос и вскоре жертвует собой, чтобы спасти их от неминуемой смерти. Монстр-коммандос, известный как Доктор Медуза, говорит своим товарищам, что, по её мнению, у Д.Ж.Е.Й.К.а 1 появилась душа.

### Д.Ж.Е.Й.К. 2
Через несколько недель после уничтожения Д.Ж.Е.Й.К.а 1 его преемник Д.Ж.Е.Й.К. номер 2 отправляется на Тихоокеанские острова, чтобы присоединиться к тамошним морским пехотинцам. При активации Д.Ж.Е.Й.К.а 2 сначала кажется невосприимчивым, но затем начинает защищать лагерь морской пехоты от робота-самурая, созданного японскими военными. После победы над роботом Д.Ж.Е.Й.К. 2 участвует в нескольких миссиях на Тихоокеанском театре военных действий, а также на Острове динозавров. В конце концов, он также знакомится с Монстрами-коммандос и принимается в их ряды. Позже Д.Ж.Е.Й.К. 2 и Монстры-коммандос оказываются на борту ракеты, которая даёт осечку и улетает в глубокий космос. Известно, что Монстры-коммандос выжили, но судьба Д.Ж.Е.Й.К.а 2 неизвестна. В «Энциклопедии DC Comics» описано, что Д.Ж.Е.Й.К. 2 выжил и оказался в 31-м веке. Однако позже Монстры-коммандос завладели целой армией серийно выпускаемых Д.Ж.Е.Й.К.ов. До сих пор неизвестно, является ли один из них оригинальным Д.Ж.Е.Й.К.ом 2.

### Д.Ж.Е.Й.К. #6.1
В Checkmate (том 2) #24, представлен новый G.I. Робот, получивший обозначение Д.Ж.Е.Й.К. #6.1. Это один из Ладей организации, команды из четырёх элитных оперативников последней инстанции. Очевидно его создали с использованием оригинального программного обеспечения времён Второй мировой войны, и он имеет новое тело, изготовленное из компонентов, ранее использовавшихся промышленником/убийцей Максвеллом Лордом в то время, когда его сознание было заключено в форму андроида.

### Лорд Джоб
Новый G.I. Робот неизвестного происхождения появляется в мини-серии 2008—2009 годов The War That Time Forgot автора Брюса Джонса, где он известен как «Лорд Джоб», но он называет себя «Джо». Эта версия может говорить, у неё ярко-красные глаза, но в остальном она похожа на более ранние модели, особенно на Джо. В комиксах не было установлено, из какого он периода времени.

## Силы и способности
G.I. Роботы — это полностью автономные механические солдаты, способные принимать решения и адаптироваться к изменениям в окружающей среде. Джо реагирует на голосовые команды, а также на звуки выстрелов из оружия и машин, а в ситуациях, когда голосовые команды непрактичны, на световые сигналы, вспыхивающие на панели управления. Мак реагирует аналогично, но выглядит умнее, и у него нет панели управления. Очевидно, что никакого встроенного оружия у них нет, но оба они способны пользоваться огнестрельным оружием, как обычный солдат, и выдерживают прямой огонь из стрелкового оружия.
Д.Ж.Е.Й.К.и 1 и 2 также являются бронированными моделями. В левой руке у них полнофункциональный пулемёт, который может стрелять пулями, мини-торпедами и небольшими зенитными ракетами. Они также могут летать на небольшие расстояния благодаря маленьким ракетам в своих ботинках.
Д.Ж.Е.Й.К. #6.1, в отличие от своих предшественников, может общаться устно, обладает сложной системой искусственного интеллекта и оснащён различным оружием, в том числе мини-пистолетом в левой руке, автоматическим гранатомётом, установленным на правом плече, и противопехотными чесноками с магнитным ускорением, которые выдвигаются из грудной полости. Его роль во время миссий заключается в наблюдении за своими товарищами по команде, которые телепатически связаны друг с другом благодаря инопланетной ДНК, полученной от Старро Завоевателя. Если Д.Ж.Е.Й.К. определит, что ДНК получает контроль, он прервёт связь, убив своих товарищей по команде.
Лорд Джоб также способен говорить и обладает некоторой сверхчеловеческой силой и жизнестойкостью. Однако он кажется полностью искусственным, без каких-либо признаков человеческой воли или даже её подобия, в отличие от большинства своих предшественников. Он продемонстрировал некоторый тактический анализ и личные боевые навыки. Он получил некоторый урон ещё до того, как его заметили. Он не демонстрировал никакого встроенного оружия.
В то время как Д.Ж.Е.Й.К.и 1 и #6.1 являются уникальными существами, в настоящее время существует целая армия Д.Ж.Е.Й.К.ов 2, которые, по-видимому, обладают теми же способностями и экипировкой, что и оригинал.

## Другие версии
Версия G.I. Робота из альтернативной вселенной появляется в Flashpoint.

## Вне комиксов

### Телевидение
- G.I. Робот появляется в тизере эпизода «Чума прототипов!» из мультсериала «Бэтмен: Отважный и смелый», где его озвучивает Джеймс Арнольд Тейлор. Он работает с Бэтменом, чтобы остановить нацистских солдат, прежде чем пожертвовать собой, чтобы спасти сержанта Рока от мины.
- G.I. Робот появится в мультсериале «Монстры-коммандос»,[14][15] где его озвучивает Шон Ганн.[14][16] Эта версия ранее служила в роте Easy во время Второй мировой войны, пока его в конце концов не арестовали и заключили в Отдел заточения нелюдей в тюрьме Белль-Рив за убийство неонацистской группировки в 1990-х годах. После того, как его завербовали в одноимённую команду в настоящем времени, его уничтожает Кирка, но позже его восстанавливают в более крупном теле.

### Видеоигры
G.I. Робот появляется в качестве призываемого персонажа в игре Scribblenauts Unmasked: A DC Comics Adventure.

### Прочее
G.I. Робот появляется в выпуске #6 сопутствующего комикса Batman: The Brave and the Bold.